# Rhododendron intranervatum
Rhododendron intranervatum är en ljungväxtart som beskrevs av Herman Otto Sleumer. Rhododendron intranervatum ingår i släktet rododendron, och familjen ljungväxter. Inga underarter finns listade i Catalogue of Life.